# Fort de Chaudanne
Le fort (de) Chaudanne ou fort Baudrand est une fortification située sur la colline de Chaudanne, dans le quartier de la Grette à Besançon (Région Bourgogne-Franche-Comté).

## Histoire
Pour certains historiens, Chaudanne viendrait du latin Caledenum (montagne à pic) ; toutefois, au début du Ve siècle, l'évêque Léonce aurait rapporté la présence d'un temple dédié à Diane d'ou le nom de Campus Dianæ (champ de Diane) donné au lieu. L'étymologie de Chaudanne est à rechercher parmi elles. Des dédicaces en calcaire à Mercure et Apollon ont été retrouvées au sommet de Chaudanne.
La construction de cinq « lunettes d'Arçon » sur les hauteurs entourant la ville, est décidée en 1792, dont une au sommet de la colline de Chaudanne. Le fort tel qu'on le connaît aujourd'hui est construit au même emplacement entre 1841 et 1845, englobant la tour-réduit de la lunette d'Arçon. Le site avait comme mission de défendre les positions sud-ouest de la ville (centre historique).
Le fort du petit Chaudanne est construit ultérieurement, à 750 m à l'ouest, pour « couvrir » le site.

### Description du fort
L'accès au fort se faisait à partir d'un chemin muletier qui partait d'un corps de garde (aujourd'hui disparu) situé sur la rive droite du Doubs en face du Moulin- de-la-ville à Chamars.
Le fort est bastionné, de forme pentagonale. Un pont-levis puis une grille, défendus par un corps de garde, donnent accès à la cour où se trouve un magasin à poudre. Au fond de cette cour subsiste la tour de la lunette d'Arçon qui peut jouer le rôle de réduit. La caserne, prévue pour 100 hommes, a son arrière placé le long du front de gorge. Le bastion situé au centre du front de tête joue le rôle de caponnière pour le fossé : 2 embrasures à canons, et des créneaux de fusillade percent chacun de ses flancs. Des positions d'infanterie sur les courtines complètent la défense des fossés.
La caserne, ceinturée de fossés, est dotée de magasins et comporte 2 étages sur sous-sol. Une passerelle protégée par un corps de garde donnait sur l'extérieur (côté gorge) avec la protection d'une tenaille aujourd'hui retirée. Trois cadrans solaires sont placés sur ses 3 faces internes.

### Événements militaires

#### Siège de Besançon(1674)
Lors de ce siège, une batterie est installée par les troupes de Louis XIV sur le sommet ; elle commence à tirer, le 1er mai, sur la citadelle espagnole. Le 5 mai, alors que le roi est présent, un boulet tue un officier à proximité. Par la suite Vauban refusera de fortifier la colline de Chaudanne, au motif que, si l'ennemi réussissait à s'emparer de la fortification, elle devenait un lieu idéal pour bombarder la citadelle en toute sécurité.

#### Blocus de Besançon(1814)
A la fin du premier Empire, la place de Besançon fait l'objet d'un blocus par les autrichiens. Dans la nuit du 31 janvier au 1er février 1814, un bataillon ennemi tente de s'approcher de la lunette en cherchant à se faire passer pour un renfort venu de la Place, mais les autrichiens sont trahis par leur accent. Le commandant de la lunette fait mine de les croire et les laisse approcher avant de déclencher le tir. Au matin, les défenseurs récupéreront sur le glacis 112 fusils, 82 shakos et 52 havresacs.  

#### Libération de Besançon(1944)
Dans la nuit du 6 au 7 septembre, deux compagnies du 7e régiment d'Infanterie U.S. (3e division) s'approchent du fort où s'est retranchée une compagnie ennemie. Les américains sont munis de grenades à main et à fusils. Profitant de l'obscurité, les G.I. escaladent les murs du fort d'où ils peuvent tirer sur les allemands. À un moment donné, l'ennemi semble vouloir se rendre, puis reprend le combat après qu'un soldat se mette à tirer au fusil automatique.
Au lever du jour, un char, appelé en renfort, est en position, tirant sur la porte qu'il éventre. Le pont dormant n'étant pas assez solide pour supporter le poids d'un char, le premier lieutenant George E. Stripp de l'une des compagnies organise l'assaut du fort avec le commandant du char.
Suivi de son peloton, il s'engouffre dans la cour intérieure et, en terrain découvert, déclenche une violente attaque aux armes légères et grenades contre les allemands qui finissent par se rendre. Il fera 19 prisonniers.
Une vingtaine d'américains seront mis hors de combat.

## Le fort aujourd'hui
Le fort Chaudanne appartient à la commune de Besançon depuis 1957 et a fait l’objet d’une inscription au titre des monuments historiques du 30 mai 1996.
Il ne peut pas se visiter, contrairement à son magasin à poudre sous roc  creusé en 1882 à l'extérieur. Un stand de tir utilise les fossés et une salle a été aménagée dans la caserne pour une troupe de théâtre.

## Monument aux morts
Un monument aux morts, à la mémoire des soldats américains tués en 1944 lors de la libération de Besançon, a été érigé à proximité, par le Souvenir Français, sur un espace vert baptisé « esplanade de la 3e division d'infanterie américaine ».

Monument aux morts, la plaque commémorative (en anglais et en français)
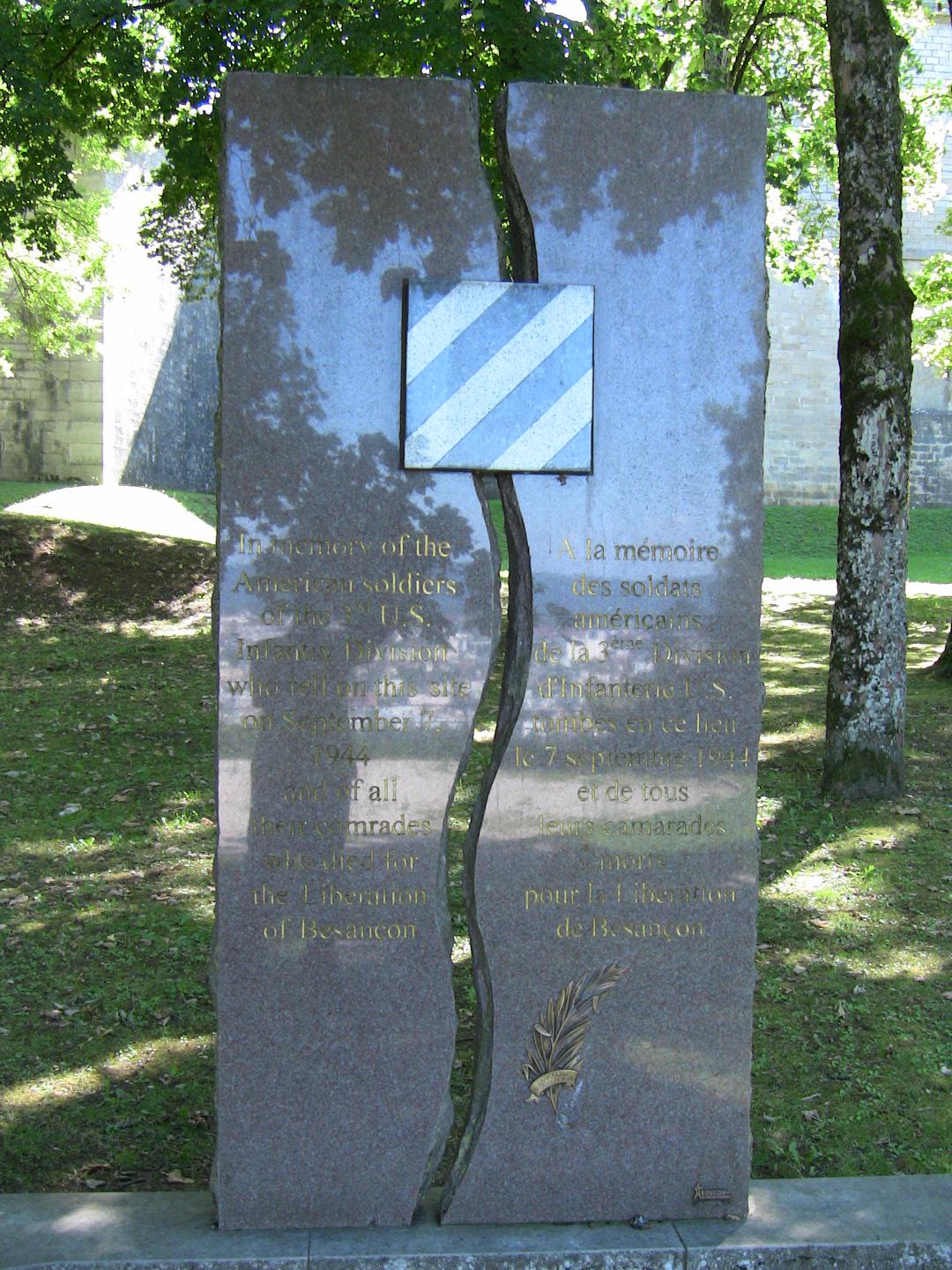
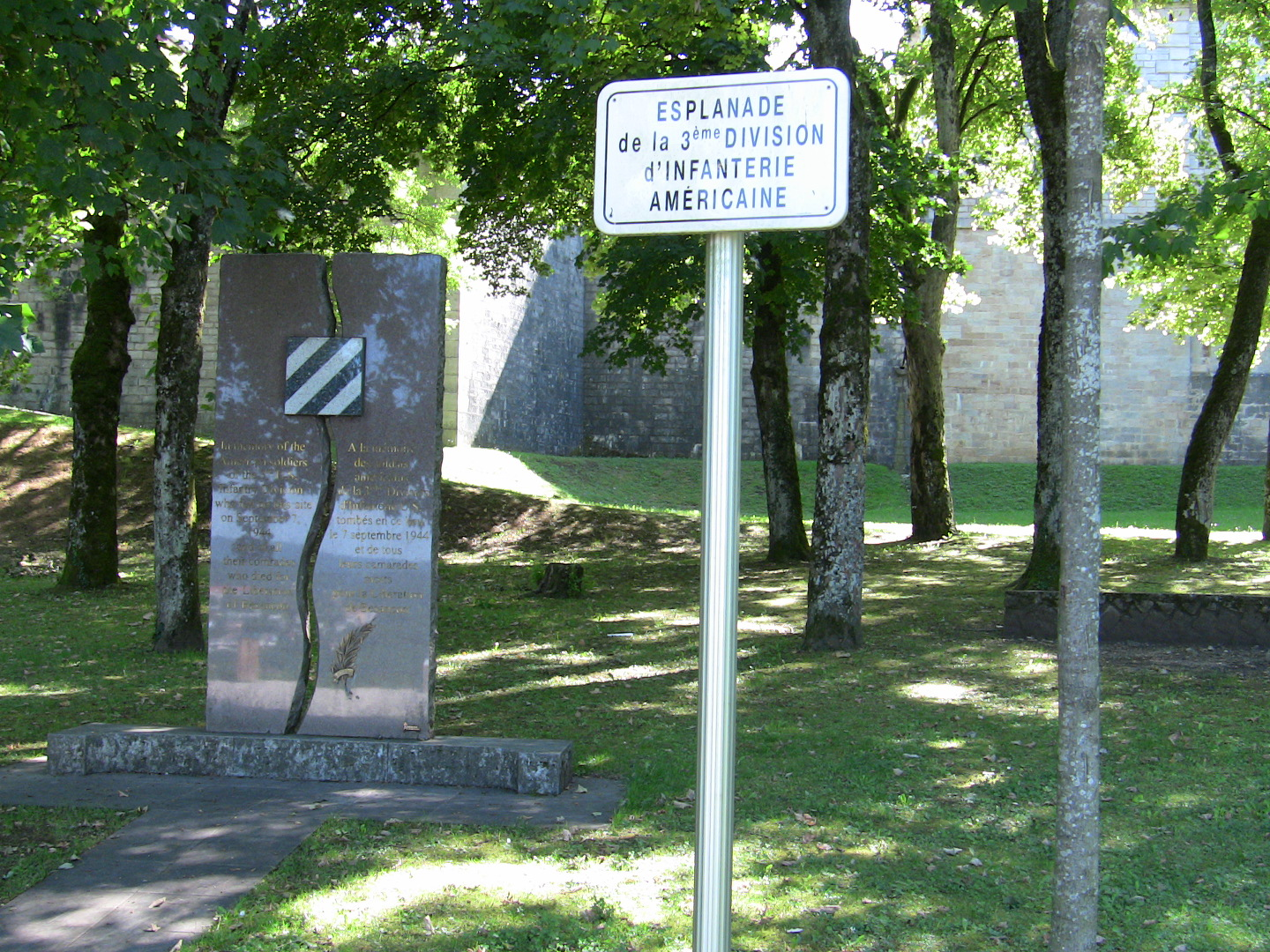

## Panorama
Depuis l'esplanade, les visiteurs jouissent d'un panorama sur la citadelle de Besançon et le centre historique aux toits franc-comtois typiques.

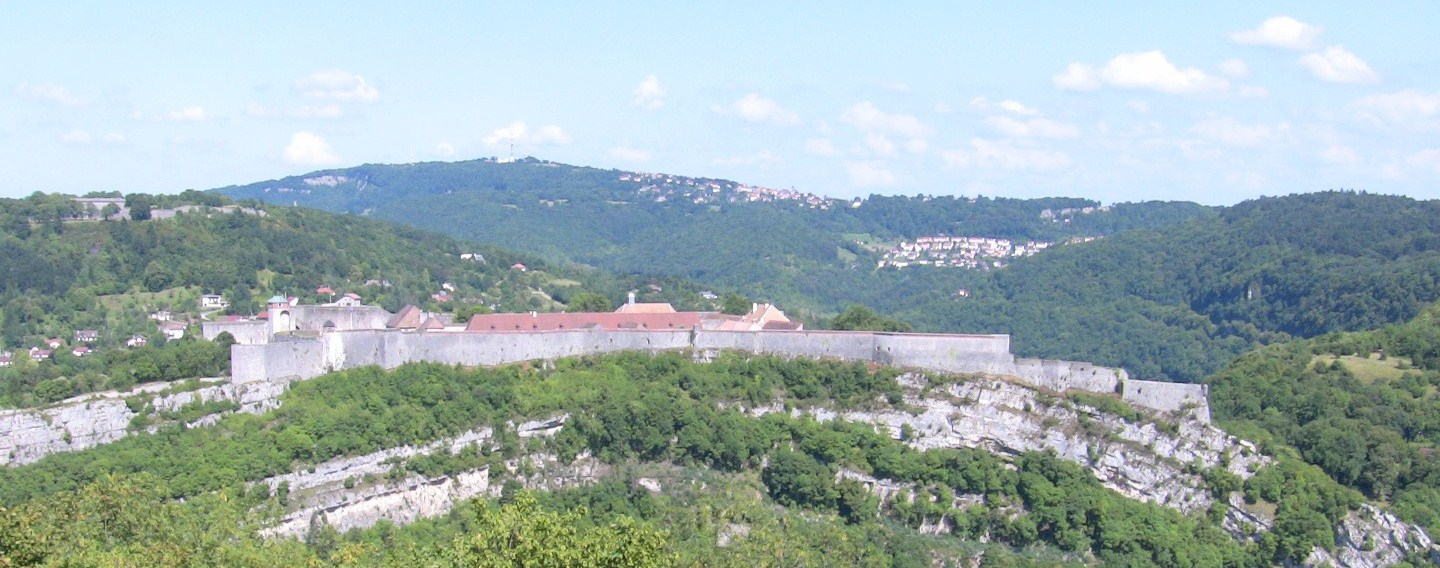
Panorama sur la citadelle de Besançon
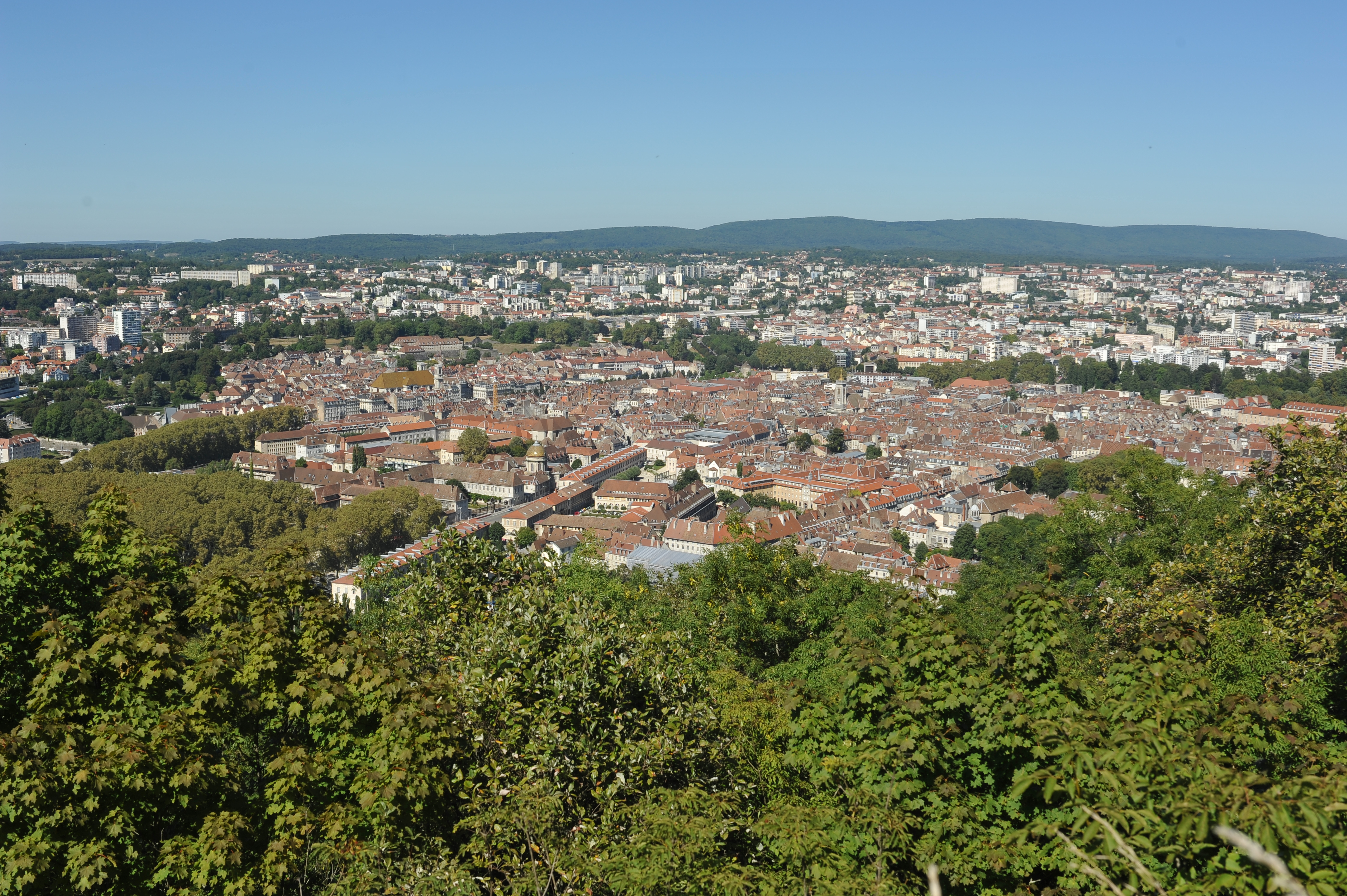
Photographie réalisée lors d'une promenade autour du Fort de Chaudanne, vue sur le centre historique de Besançon.

## Théâtre, stand de tir
Le théâtre Alcyon est installé au sein même du fort depuis 1995.
Un stand de tir de la Société de Tir de Besançon (25 m, 50 m,Tir Sportif de Vitesse) est également implanté sur le site.